# Agua Zarca, Colima
Agua Zarca är en ort i Mexiko.   Den ligger i kommunen Coquimatlán och delstaten Colima, i den södra delen av landet, 500 km väster om huvudstaden Mexico City. Agua Zarca ligger 338 meter över havet och antalet invånare är 297.
Terrängen runt Agua Zarca är kuperad åt sydost, men åt nordväst är den bergig. Agua Zarca ligger nere i en dal. Runt Agua Zarca är det ganska glesbefolkat, med 42 invånare per kvadratkilometer. Närmaste större samhälle är Coquimatlán, 13,2 km öster om Agua Zarca. Omgivningarna runt Agua Zarca är en mosaik av jordbruksmark och naturlig växtlighet.